# Associazione Sportiva Paternò Calcio 2002-2003
Questa voce raccoglie le informazioni riguardanti il Paternò Calcio nelle competizioni ufficiali della stagione 2002-2003.

## Stagione
Nella stagione 2002-2003 il Paternò per la prima volta in Serie C1, nel terzo livello del calcio nazionale, non riesce a ripetere le grandi prestazioni delle stagioni passate, pagando il dazio della nuova categoria, ed inizia una crisi per la società etnea, che porterà al suo fallimento e alla sua radiazione nel 2004.
Sulla panchina non c'è più Pasquale Marino, al suo posto i Lo Bue assumono Ezio Castellucci, che viene esonerato a seguito della sconfitta interna (0-1) per mano della Fermana alla sedicesima giornata. A guidare la squadra nella seconda parte di campionato è Gian Cesare Discepoli che chiude il campionato in tredicesima posizione con 38 punti, ma non riesce a evitare la retrocessione dopo il Play-out perso contro L'Aquila. Tuttavia seguendo una procedura regolamentare nuova, il Paternò ottiene dalla Camera di Conciliazione del CONI ed Arbitrato sportivo la riammissione in Serie C1. Nella Coppa Italia di Serie C i rosso azzzurri siciliani disputano e vincono il girone R di qualificazione, poi nei sedicesimi di finale escono dal torneo imbattuti contro l'Acireale, dopo due pareggi che premiano la rete in trasferta dei granata.

## Rosa
| N. |                   | Ruolo | Calciatore          |
| -- | ----------------- | ----- | ------------------- |
|    | Italia (bandiera) | P     | Nicola Polessi      |
|    | Italia (bandiera) | P     | Massimo Marconato   |
|    | Italia (bandiera) | D     | Alessandro Bertoni  |
|    | Italia (bandiera) | D     | Antonino Di Dio     |
|    | Italia (bandiera) | D     | Stefano Fumagalli   |
|    | Italia (bandiera) | D     | Manolo Liberati     |
|    | Italia (bandiera) | D     | Luigi Malafronte    |
|    | Italia (bandiera) | D     | Luca Monari         |
|    | Italia (bandiera) | D     | Fabio Speranza      |
|    | Italia (bandiera) | D     | Sebastiano Sapienza |
|    | Italia (bandiera) | D     | Angelo Tasca        |
|    | Iran (bandiera)   | D     | Alì Lolli           |
|    | Italia (bandiera) | C     | Umberto Brutto      |
|    | Italia (bandiera) | C     | Gaspare Cacciola    |

| N. |                   | Ruolo | Calciatore           |
| -- | ----------------- | ----- | -------------------- |
|    | Italia (bandiera) | C     | Gaetano Calà Campana |
|    | Italia (bandiera) | C     | Massimo D'Aviri      |
|    | Italia (bandiera) | C     | Francesco Esposito   |
|    | Italia (bandiera) | C     | Giuseppe Librizzi    |
|    | Italia (bandiera) | C     | Gianluca Musumeci    |
|    | Italia (bandiera) | C     | Nagib Sekkoum        |
|    | Italia (bandiera) | C     | Cristiano Scazzola   |
|    | Italia (bandiera) | A     | Marco Ascenzi        |
|    | Italia (bandiera) | A     | Gaetano Calvaresi    |
|    | Italia (bandiera) | A     | Emanuele Catania     |
|    | Italia (bandiera) | A     | Roberto Manca        |
|    | Italia (bandiera) | A     | Rocco Napoli         |
|    | Italia (bandiera) | A     | Giuseppe Pagana ()   |
|    | Italia (bandiera) | A     | Walter Paruta        |

## Risultati

### Serie C1

#### Girone di andata
| Arbitro: | Santucci (Reggio Calabria) |

|                     |           |               |
| Adriano 4’ Cini 40’ | Marcatori | 45’ R. Napoli |

| Arbitro: | Latella (Potenza) |

|  |           |              |
|  | Marcatori | 72’ Vanacore |

| Arbitro: | Finazzi (Torino) |

|                 |           |  |
| Pagana 55’, 79’ | Marcatori |  |

| Arbitro: | Nicoletti (Macerata) |

|                                       |           |                   |
| Porchia 18’ Juric 20’ Artistico 90+3’ | Marcatori | 53’ (rig.) Pagana |

| Arbitro: | Marchesi (Bergamo) |

|             |           |           |
| D'Aviri 43’ | Marcatori | 8’ Niedda |

| Arbitro: | Zambon (Padova) |

|                                              |           |  |
| Pellicori 21’, 51’ Molino 28’, 49’ Morfù 83’ | Marcatori |  |

| Paternò 13 ottobre 2002 7ª giornata | Paternò               | 0 – 0 | Teramo | Stadio Falcone-Borsellino (1.903 spett.)\| Arbitro: \| Sacco (Civitavecchia) \| |
| Arbitro:                            | Sacco (Civitavecchia) |       |        |                                                                                 |

| Arbitro: | G. Rubino (Salerno) |

|            |           |               |
| Pompei 11’ | Marcatori | 75’ Calvaresi |

| Arbitro: | Velotto (Grosseto) |

|  |           |                         |
|  | Marcatori | 6’ Monari 36’ Calvaresi |

| Arbitro: | Stefanini (Peato) |

|            |           |  |
| Brutto 80’ | Marcatori |  |

| Arbitro: | Fiori (Perugia) |

|                        |           |            |
| Borneo 36’ Rizzato 60’ | Marcatori | 55’ Brutto |

| Paternò 17 novembre 2002 12ª giornata | Paternò       | 0 – 0 | Viterbese | Stadio Falcone-Borsellino (1.747 spett.)\| Arbitro: \| Ciampi (Roma) \| |
| Arbitro:                              | Ciampi (Roma) |       |           |                                                                         |

| Arbitro: | Cigalotti (Milano) |

|                                   |           |             |
| Mancinelli 6’ M. Manca 31’, 90+2’ | Marcatori | 67’ D'Aviri |

| Arbitro: | Pantana (Macerata) |

|                                  |           |                                |
| R. Manca 8’, 19’ F. Esposito 55’ | Marcatori | 22’, 69’ Cecchini 53’ Biancone |

| Arbitro: | Lops (Torino) |

|                 |           |  |
| Aquino 46’, 51’ | Marcatori |  |

| Arbitro: | Tonolini (Milano) |

|  |           |            |
|  | Marcatori | 76’ Masini |

| Arbitro: | Salati (Trento) |

|                            |           |              |
| Soncin 22’ Fanesi 47’, 56’ | Marcatori | 15’ R. Manca |

#### Girone di ritorno
| Arbitro: | Ciancaleoni (Foligno) |

|            |           |  |
| Pagana 61’ | Marcatori |  |

| Benevento 12 gennaio 2003 19ª giornata | Benevento          | 0 – 0 | Paternò | Stadio Santa Colomba (2.223 spett.)\| Arbitro: \| Velotto (Grosseto) \| |
| Arbitro:                               | Velotto (Grosseto) |       |         |                                                                         |

| Arbitro: | Zanzi (Lugo di Romagna) |

|              |           |             |
| Califano 20’ | Marcatori | 68’ Ascenzi |

| Arbitro: | Zambon (Padova) |

|                              |           |                 |
| G. Musumeci 35’ R. Manca 89’ | Marcatori | 13’ Sciaccaluga |

| Arbitro: | Capozzi (Vicenza) |

|  |           |              |
|  | Marcatori | 10’ R. Manca |

| Arbitro: | Banti (Livorno) |

|              |           |  |
| R. Manca 46’ | Marcatori |  |

| Arbitro: | Torella (Roma) |

|                        |           |                          |
| Motta 50’ Molinari 85’ | Marcatori | 34’ R. Manca 48’ Catania |

| Arbitro: | Zanardo (Conegliano) |

|            |           |                                |
| Pagana 57’ | Marcatori | 12’ Passiatore 50’ G. Esposito |

| Arbitro: | Capozzi (Vicenza) |

|  |           |                      |
|  | Marcatori | 48’ Di Dio 75’ Tisci |

| Arbitro: | Cenni (Imola) |

|                                  |           |                   |
| Zaccagnini 21’ Di Domenico 90+5’ | Marcatori | 35’ (rig.) Pagana |

| Arbitro: | Crugliano (Crotone) |

|  |           |                            |
|  | Marcatori | 37’ F. Barison 89’ Giraldi |

| Arbitro: | Stefanini (Prato) |

|                     |           |              |
| Martinetti 27’, 33’ | Marcatori | 56’ R. Manca |

| Arbitro: | Zambon (Padova) |

|              |           |                              |
| Scazzola 85’ | Marcatori | 55’ Prisciandaro 82’ Morello |

| Arbitro: | Pantana (Macerata) |

|              |           |  |
| Calaiò 90+5’ | Marcatori |  |

| Arbitro: | Marelli (Como) |

|                 |           |              |
| F. Esposito 87’ | Marcatori | 73’ Zattarin |

| Arbitro: | Giannoccaro (Lecce) |

|  |           |                           |
|  | Marcatori | 33’ R. Manca 77’ Scazzola |

| Arbitro: | Stefanini (Prato) |

|             |           |  |
| Bertoni 55’ | Marcatori |  |

### Play-out
| Arbitro: | Banti (Livorno) |

|             |           |  |
| Vidallé 73’ | Marcatori |  |

| Paternò 8 giugno 2003 Ritorno | Paternò               | 0 – 0 | L'Aquila | Stadio Falcone-Borsellino (3.000 spett.)\| Arbitro: \| Squillace (Catanzaro) \| |
| Arbitro:                      | Squillace (Catanzaro) |       |          |                                                                                 |

### Coppa Italia Serie C

#### Girone R
| Arbitro: | D'Aguanno (Marsala) |

|  |           |                                         |
|  | Marcatori | 32’ Calà Campana 42’ D'Aviri 63’ Pagana |

| Arbitro: | Didato (Agrigento) |

|                                 |           |  |
| G. Musumeci 51’ F. Esposito 80’ | Marcatori |  |

| Barcellona Pozzo di Gotto 25 agosto 2002 3ª giornata | Igea Virtus Barcellona     | 0 – 0 | Paternò | Stadio Carlo Stagno d'Alcontres\| Arbitro: \| Santucci (Reggio Calabria) \| |
| Arbitro:                                             | Santucci (Reggio Calabria) |       |         |                                                                             |

| 28 agosto 2002 4ª giornata |  | – Turno di riposo Paternò |  |  |

| Arbitro: | Caristia (Siracusa) |

|                                   |           |                    |
| Musumeci 42’ (rig.) Calvaresi 56’ | Marcatori | 1’ (rig.) Pandolfi |

#### Sedicesimi di finale
| Acireale 4 dicembre 2002 Andata | Acireale            | 0 – 0 | Paternò | Stadio Tupparello\| Arbitro: \| D'Aguanno (Marsala) \| |
| Arbitro:                        | D'Aguanno (Marsala) |       |         |                                                        |

| Arbitro: | Caristia (Siracusa) |

|            |           |            |
| Monari 45’ | Marcatori | 57’ Marino |